# Rhönrad-Weltmeisterschaft 2007
Die 7. Rhönrad-Weltmeisterschaft fand vom 16. Mai bis 19. Mai 2007 in der Dreifachturnhalle Alpenstrasse in Salzburg, Österreich, statt. Die Turnhalle hat ein Fassungsvermögen von 2200 Besuchern. Es ist die erste Einzelweltmeisterschaft im Rhönradturnen bei der mit dem neuen Reglement für die Disziplin Sprung gewertet wurde. Es haben sich 96 Turner aus 10 Nationen für diese WM qualifiziert.

## Zeitplan
Quelle: 
| Mi 16.5 | Eröffnungsgala Allgemeines Training                                                              |
| Do 17.5 | - Training Erwachsene - Mehrkampf + Qualifikationen Einzeldisziplinen Erwachsene                 |
| Fr 18.9 | - Training Junioren - Mehrkampf + Qualifikationen Einzeldisziplinen Junioren - Finale Mannschaft |
| Sa 20.9 | Finale Gerade, Sprung, Sprirale Junioren und Senioren Abschlusszeremonie                         |

## Mehrkämpfe Erwachsene
17. Mai 2007

### Turnerinnen
| Platz | Land        | Athletin      | Punkte |
| ----- | ----------- | ------------- | ------ |
| 1     | Deutschland | Janin Oer     | 25,45  |
| 2     | Deutschland | Kathrin Schad | 25,20  |
| 3     | Japan       | Takako Hiwa   | 24,30  |

(Quelle: )

### Turner
| Platz | Land        | Athlet            | Punkte |
| ----- | ----------- | ----------------- | ------ |
| 1     | Deutschland | Achus Emeis       | 27,25  |
| 2     | Deutschland | Julius Petri      | 26,80  |
| 3     | Deutschland | Christoph Clausen | 26,15  |

## Mehrkämpfe Jugend
18. Mai 2007

### Jugendturnerinnen
| Platz | Land        | Athletin              | Punkte |
| ----- | ----------- | --------------------- | ------ |
| 1     | Deutschland | Victoria Hennighausen | 24,65  |
| 2     | Deutschland | Maren Opfermann       | 24,15  |
| 3     | Deutschland | Mareike Jochem        | 23,95  |

(Quelle: )

### Jugendturner
| Platz | Land        | Athlet        | Punkte |
| ----- | ----------- | ------------- | ------ |
| 1     | Deutschland | Robert Maaser | 26,75  |
| 2     | Israel      | Ido Leviatov  | 22,65  |
| 3     | Belgien     | Achim Pitz    | 22,00  |

## Einzelfinale Erwachsene
19. Mai 2007

### Gerade-Musikkür Turnerinnen
| Platz | Land        | Athletin           | Punkte |
| ----- | ----------- | ------------------ | ------ |
| 1     | Schweiz     | Cécile Meschberger | 9,15   |
| 1     | Deutschland | Anette Pusch       | 9,15   |
| 3     | Japan       | Takako Hiwa        | 9,05   |

### Gerade-Musikkür Turner
| Platz | Land        | Athlet         | Punkte |
| ----- | ----------- | -------------- | ------ |
| 1     | Deutschland | Achus Emeis    | 9,40   |
| 2     | Deutschland | Hendrik Strauß | 8,85   |
| 3     | Niederlande | Rick de Boer   | 8,20   |

### Spiraleturnen Turnerinnen
| Platz | Land        | Athletin       | Punkte |
| ----- | ----------- | -------------- | ------ |
| 1     | Deutschland | Janin Oer      | 9,30   |
| 1     | Deutschland | Nadine Münster | 9,30   |
| 3     | Japan       | Takako Hiwa    | 8,85   |

### Spiraleturnen Turner
| Platz | Land        | Athlet             | Punkte |
| ----- | ----------- | ------------------ | ------ |
| 1     | Deutschland | Constantin Malchin | 9,35   |
| 2     | Deutschland | Achus Emeis        | 9,30   |
| 3     | Niederlande | Jeroen de Bruin    | 8,75   |

### Sprung Turnerinnen
| Platz | Land        | Athletin         | Punkte |
| ----- | ----------- | ---------------- | ------ |
| 1     | Norwegen    | Heidi Hagen      | 8,75   |
| 2     | Deutschland | Kathrin Schad    | 8,40   |
| 2     | Niederlande | Kirstin Heerdink | 8,40   |

### Sprung Turner
| Platz | Land        | Athlet          | Punkte |
| ----- | ----------- | --------------- | ------ |
| 1     | Japan       | Motonobu Tamura | 8,95   |
| 2     | Japan       | Nobuhiro Koyama | 8,25   |
| 3     | Deutschland | Achus Emeis     | 8,10   |

## Einzelfinale Jugend
19. Mai 2007

### Geradeturnen Jugendturnerinnen
| Platz | Land        | Athletin              | Punkte |
| ----- | ----------- | --------------------- | ------ |
| 1     | Deutschland | Victoria Hennighausen | 9,30   |
| 2     | Deutschland | Mareike Jochem        | 9,05   |
| 3     | Israel      | Sean Dermer           | 8,65   |

### Geradeturnen Jugendturner
| Platz | Land        | Athlet           | Punkte |
| ----- | ----------- | ---------------- | ------ |
| 1     | Deutschland | Robert Maaser    | 9,50   |
| 2     | Deutschland | Patrick Scholtka | 8,55   |
| 3     | Israel      | Ido Leviatov     | 8,35   |

### Spiraleturnen Jugendturnerinnen
| Platz | Land        | Athletin              | Punkte |
| ----- | ----------- | --------------------- | ------ |
| 1     | Deutschland | Maren Opfermann       | 8,65   |
| 2     | Deutschland | Victoria Hennighausen | 8,50   |
| 3     | Frankreich  | Melissa Fialho        | 8,10   |

### Spiraleturnen Jugendturner
| Platz | Land        | Athlet         | Punkte |
| ----- | ----------- | -------------- | ------ |
| 1     | Deutschland | Robert Maaser  | 9,15   |
| 2     | Deutschland | Markus Büttner | 8,15   |
| 3     | Niederlande | Boy Loijen     | 6,75   |

### Sprung Jugendturnerinnen
| Platz | Land        | Athletin          | Punkte |
| ----- | ----------- | ----------------- | ------ |
| 1     | Niederlande | Anouschka Welsing | 7,50   |
| 2     | Norwegen    | Tonje Thu         | 7,35   |
| 3     | Deutschland | Maren Opfermann   | 7,20   |

### Sprung Jugendturner
| Platz | Land               | Athlet           | Punkte |
| ----- | ------------------ | ---------------- | ------ |
| 1     | Deutschland        | Robert Maaser    | 9,10   |
| 2     | Vereinigte Staaten | Cornell Freeney  | 8,60   |
| 3     | Deutschland        | Patrick Scholtka | 8,00   |

## Mannschaftsfinale
18. Mai 2007
| Platz | Land        | Athleten                                                                                        | Punkte |
| ----- | ----------- | ----------------------------------------------------------------------------------------------- | ------ |
| 1     | Deutschland | Janin Oer, Julius Petri, Achus Emeis, Constantin Malchin, Sabine Bierfreund, Christoph Clausen  | 64,05  |
| 2     | Japan       | Takako Hiwa, Nobuhiro Koyama, Motonobu Tamura, Yoichi Matsumoto, Shinichiro Goeku, Daisuke Mori | 60,15  |
| 3     | Niederlande | Jeroen de Bruin, Kirstin Heerdink, Leonhard Bakker, Rick de Boer                                | 57,95  |